# Trincheras (Sonora)
Trincheras é um município do estado de Sonora, no México.